# أوسكار إس. جيل
أوسكار إس. جيل (بالإنجليزية: Oscar S. Gill)‏ هو شخصية أعمال وسياسي أمريكي، ولد في 3 أبريل 1880 في الولايات المتحدة، وتوفي في 18 نوفمبر 1947. حزبياً، نشط في الحزب الجمهوري.